# Tanglewood International Tennis Classic 1971
Il Tanglewood International Tennis Classic 1971 è stato un torneo di tennis giocato sulla terra verde. È stata la 1ª edizione del torneo, che fa parte del Pepsi-Cola Grand Prix 1971. Si è giocato a Tanglewood negli Stati Uniti dal 19 al 25 luglio 1971.

## Campioni

### Singolare maschile
Jaime Fillol ha battuto in finale  Željko Franulović con il punteggio di 4–6, 6–4, 7–6

### Doppio maschile
Jim McManus /  Jim Osborne hanno battuto in finale  Jeff Austin /  Jimmy Connors con il punteggio di 6–2 6–4